# 1862 год в театре
1862 год в театре

## События

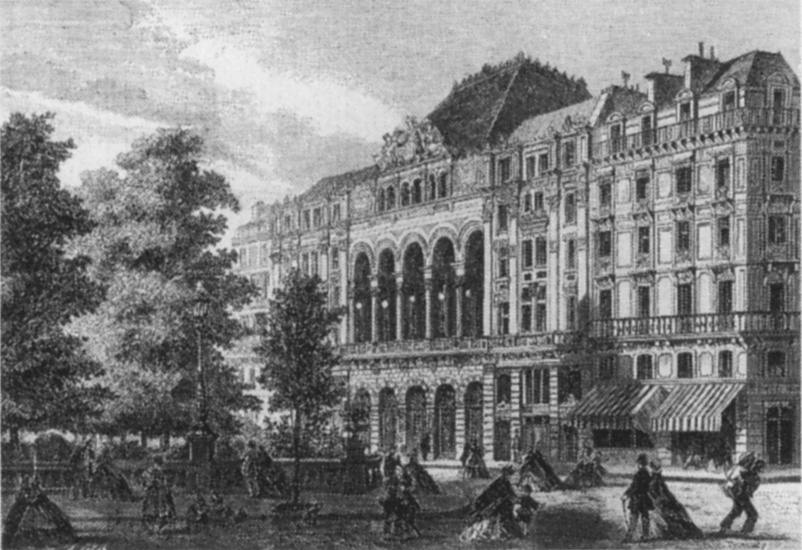
Новый Театр де ла Гёте на Рю Папен, 1862.

- Полная отмена монополии привилегированных театров во Франции.
- в Александрии по заказу греческой коммуны итальянским архитектором Пьетро Авоскани построен первый театр на Африканском континенте.
- В Париже идёт османизация: практически полностью сносится театральный район бульвара дю Тампль, в числе разрушенных театров — Театр де ла Гёте[англ.], «Фоли-Драматик[фр.]» и «Фюнамбюль[англ.]». Взамен на площади Шатле открываются два театра, построенные по проекту Габриэля Давиу[англ.]: Императорский цирк и «Театр-Лирик», куда переезжает Императорский Театр-Лирик[англ.] (в 1871 году это здание сгорело). «Фоли-Драматик[фр.]» переезжает на Рю де Бонди.
- 20 апреля — оперой Беллини «Пуритане» в Барселоне открывается восстановленный после пожара 1861 года театр «Лисео».
- 17 мая — оперой Доницетти «Лючия ди Ламмермур» во Флоренции открывается «Театро Коммунале».
- 3 сентября — театр Театр де ла Гёте[фр.], вынужденный переехать с бульвара дю Тампль на улицу Папен, даёт первое представление в новом здании[англ.].
- 1 октября — в Тулоне оперой Галеви «Мушкетёры королевы[фр.]» открывается Тулонская опера[англ.] (архитектор Леон Фёшер[фр.]).
- 18 ноября — в Праге премьерой драмы Витезслава Галека «Король Вукашин» открылся Временный театр[англ.] (закрыт в 1883 году).
- В Берне (Швейцария) открылся театр «Театральное общество».
- Создаются три труппы китайского музыкального театра Гуйцзюй.
- Создан театр в городе Виктория (Канада).
- Создан армянский театр в Тифлисе.
- Закрылся Новый театр Лоры Кин в Нью-Йорке.
- В Нью-Йорке сносится Чатэм-театр[англ.].

### Постановки
- 18 (30) января 1862 года — на сцене петербургского Большого театра состоялась премьера балета Мариуса Петипа «Дочь фараона» (Аспиччия — Каролина Розати, лорд Вильсон/Таор — Мариус Петипа, этой партией закончивший свою сценическую карьеру.
- 30 января — премьера комедии И. С. Тургенева «Нахлебник» (труппа Малого театра, в бенефис М. С. Щепкина); 7 февраля — на сцене Александрийского театра, в бенефис Ф. А. Снетковой.
- 9 августа — премьера комической оперы Гектора Берлиоза «Беатриче и Бенедикт[англ.]» по комедии Шекспира «Много шума из ничего» в Городском театре Баден-Бадена.
- 24 сентября — первая полная постановка «Маскарада» М. Ю. Лермонтова (Малый театр; в роли Арбенина — И. В. Самарин).
- 27 сентября — на русской сцене впервые поставлена трагедия Уильяма Шекспира «Макбет» (Айра Олдридж с актёрами Малого театра на сцене Большого театра, перевод А. И. Кронеберга; Макбет — А. Олдридж, леди Макбет — Н. В. Рыкалова). Пьеса была запрещена к постановке до 1860 года.
- 10 ноября — в Мариинском театре впервые поставлена опера Джузеппе Верди «Сила судьбы».
- «Воспитанница» А. Н. Островского в Петербургском купеческом клубе (в пользу семьи актёра А. Е. Мартынова) и в Петербургском театре Общества любителей сценического искусства (в пользу Литературного фонда). Запрещённая к постановке пьеса игралась по особому разрешению (запрет был снят в 1863 году).
- первая постановка пьесы Юлиуша Словацкого «Мария Стюарт[пол.]» (1830), Львов
- «Ребёнок» П. Д. Боборыкина в Александринском и Малом театрах.
- «Протокол» бразильского драматурга Ж. М. Машаду д’Асиса.
- «Сигурд Злой» Б. Бьёрнсона.
- трагедия «Даниель Хьюрт» Й. Ю. Векселля.
- драма «Гибкая совесть» Г. Герарди в Театре Николини, Флоренция
- «Сын Жибуайе» Э. Ожье в «Комеди Франсэз»
- «Мостовая» Жорж Санд в Театре «Жимназ»
- «Бэнтэкодзо» М. Каватакэ, Токио
- «Мария Стюарт» в венском «Бургтеатре»
- «Атташе посольства» Анри Мельяка и Людовика Галеви в парижском театре «Водевиль».
- «Три вдовы» М. А. Сегура в Театре «Принсипаль», Лима.
- «Сын Жибуадье» Э. Ожье

## Деятели театра

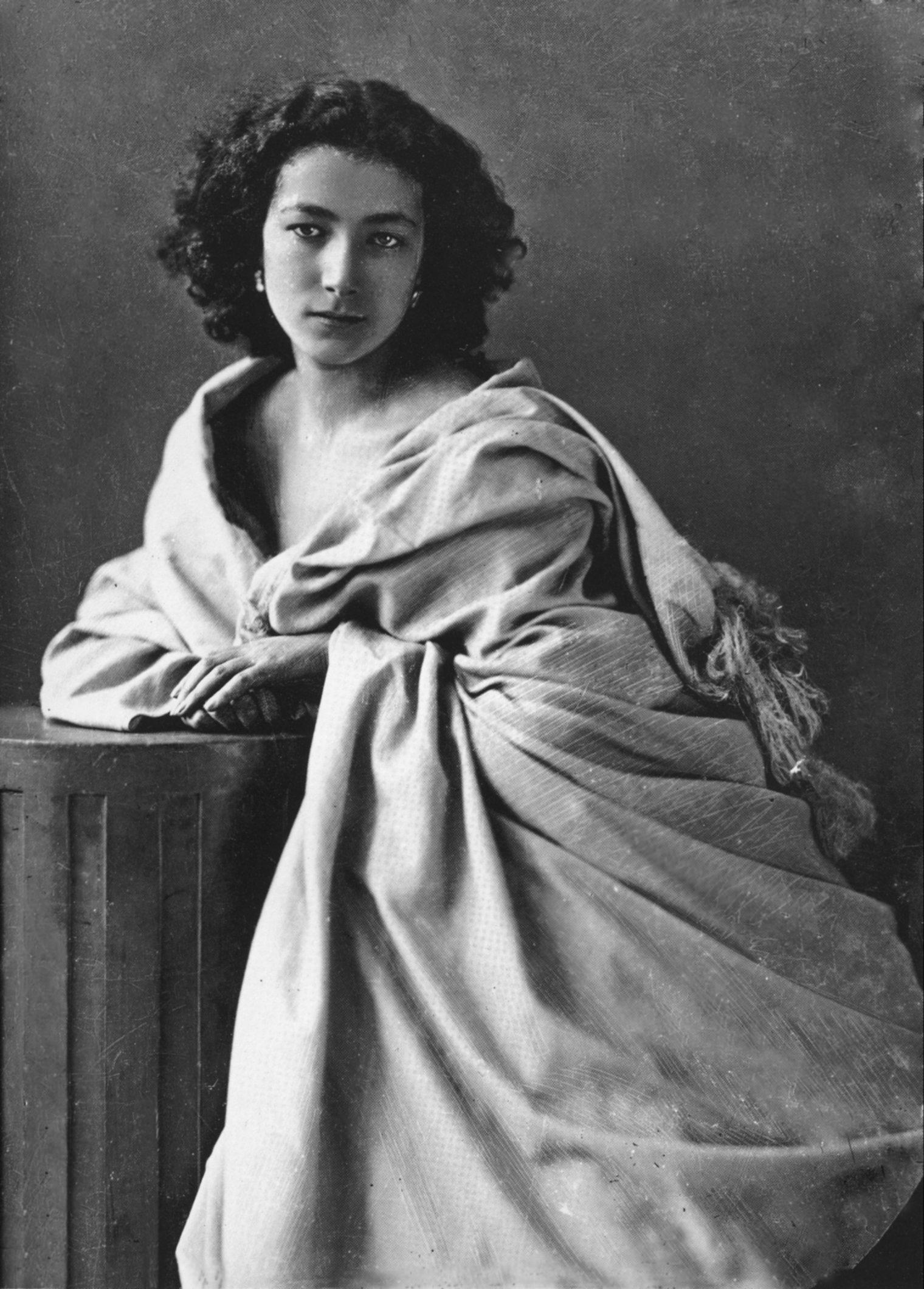
Сара Бернар

- Александр Борх назначен директором Императорских театров.
- Мариус Петипа закончил свою исполнительскую карьеру.
- Сара Бернар дебютировала в «Комеди Франсэз» в трагедии Жана Расина «Ифигения».
- В ноябре из-за несчастного случая на репетиции «Немой из Портичи» оборвалась карьера Эммы Ливри, скончавшейся восемь месяцев спустя.

### Родились

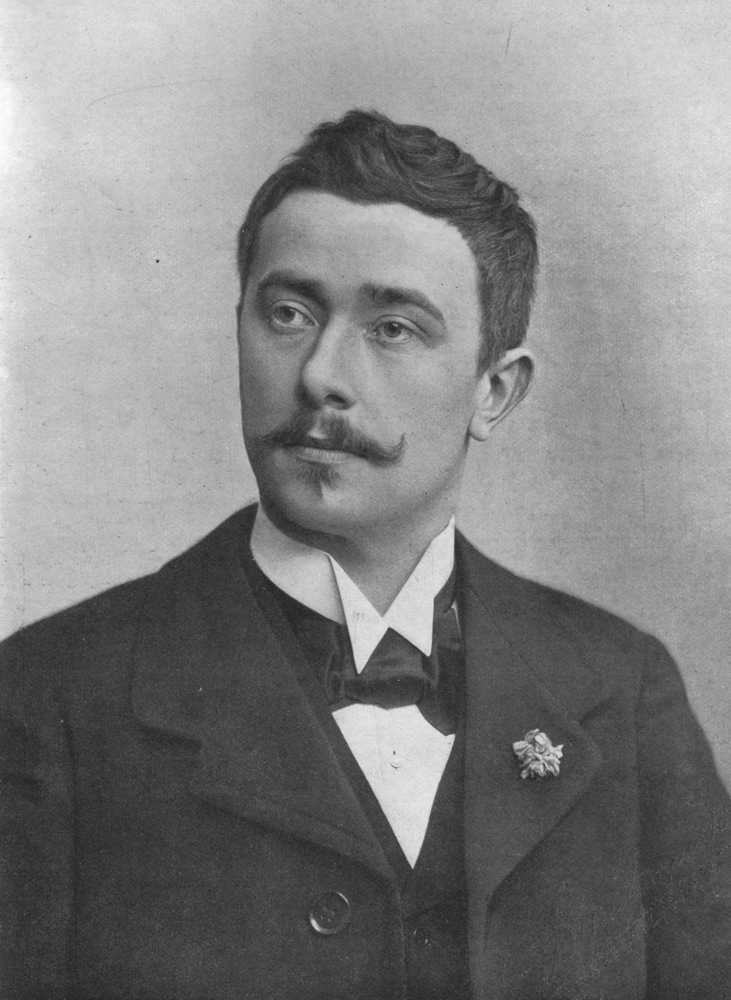
Морис Метерлинк

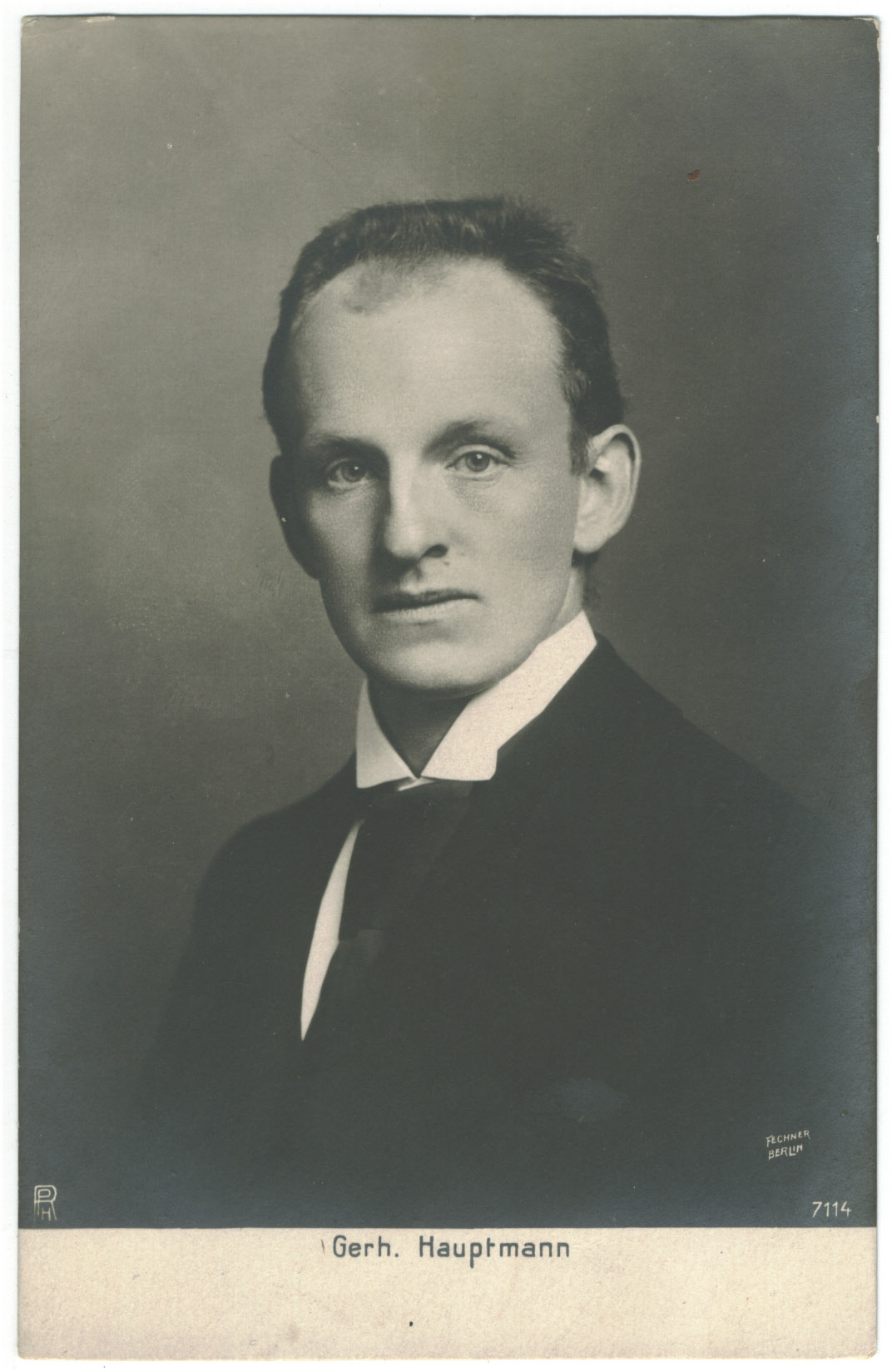
Герхарт Гауптман

- 21 января — грузинский театральный деятель Валико Гуниа
- 17 февраля — американский драматург Лэнгдон Митчелл
- 22 февраля — немецкая актриса Луиза Дюмон
- 23 марта – шведский драматург Тур Гедберг
- 27 марта — аргентинский композитор Артуро Берутти
- 28 марта — шведский драматург Тур Хедберг
- 19 апреля — финский писатель и драматург Теуво Паккала
- 27 апреля — немецкий актёр Рудольф Шильдкраут
- 13 мая — армянский драматург Седрак Тараян
- 15 мая — русский театральный художник Пётр Ламбин
- 15 мая — австрийский драматург Артур Шницлер
- 22 мая — армянский актёр и режиссёр Погос Араксян
- 4 (16) июня 1862 — русский советский актёр Юрий Корвин-Круковский
- 21 июня — немецкий писатель и драматург Иоганнес Шлаф
- 7 июля — испанский актёр Фернандо Диас де Мендоса
- 10 июля — бельгийский писатель и драматург Анри Мобель
- 11 (23) июля 1862 — грузинская актриса Ефемия Месхи
- 15 августа — армянская актриса Вардуи
- 29 августа — бельгийский драматург Морис Метерлинк
- 1 сентября — швейцарский теоретик театра Адольф Аппиа
- 22 сентября — русский театровед Иван Иванов
- 24 сентября — Жулия Лопеш де Алмейда, бразильский драматург
- 11 октября — английский театральный деятель Дж. Т. Грейн
- 28 октября — украинский актёр Степан Янович
- 1 ноября — американский актёр Эдгар Давенпорт
- 6 ноября — итальянский драматург и критик Марко Прага
- 10 ноября — немецкий режиссёр и театровед Эйген Килиан
- 11 ноября — французский актёр Пьер Бокаж
- 12 ноября — румынский режиссёр Александру Давила
- 15 ноября — немецкий писатель и драматург Герхарт Гауптман
- 16 ноября — французский театральный деятель Жак Руше
- 30 ноября — словенская актриса Вела Нигринова
- 8 декабря — французский драматург Жорж Фейдо
- 14 (26) декабря 1862 — русский писатель, драматург и критик Александр Амфитеатров
- русский антрепренёр и актёр Пётр Струйский
- перуанский поэт и драматург Карлос Херман Амесага
- венгерская актриса Эмилия Маркуш
- русский актёр Яков Тинский

### Скончались
- 7 февраля — мексиканский писатель и драматург Франсиско Мартинес де ла Роса
- 15 февраля — русская актриса, жена Василия Рыкалова Пелагея Титовна Рыкалова (урождённая Пожарская; род. 1779)
- 24 февраля — датский писатель и драматург Бернхард Северин Ингеман
- 25 мая — американский актёр Джон Дрю
- 25 мая — австрийский драматург и актёр Иоганн Нестрой
- 16 (28) мая 1862 — русский поэт и драматург Лев Мей
- 5 (17) июня 1862 — русский актёр Сергей Васильев
- 15 сентября — польский поэт, переводчик и драматург Людвик Кондратович
- 5 (17) ноября 1862 — русский композитор Алексей Верстовский
- русская актриса, сестра Павла Мочалова Мария Мочалова (по мужу Франциева; род. 1799).

## Драматургия и театральная литература
- Мемуары Эдуарда Генаста «Из дневника старого актёра» (1862—1866).
- 31 декабря — опубликована «Комедия любви[англ.]» Генрика Ибсена (поставлена в Христианинском театре в 1878).
- «Замок сердец[фр.]», пьеса Гюстава Флобера (опубликована в 1880 году).
- «Грех да беда на кого не живёт» А. Н. Островского (поставлена в 1863 году).
- «Вартан Мамиконян», историческая трагедия армянского драматурга Акопа Кареняна.
- «Ромео и Джульетты» У. Шекспира в переводе Н. П. Грекова.